# Cantinflas
(Nume spaniole: primul, numele de familie al tatălui : Moreno, al doilea, numele de familie al mamei: Reyes)
Mario Fortino Alfonso Moreno Reyes, cunoscut sub numele de scenă Cantinflas (n. 12 august 1911 – d. 20 aprilie 1993), a fost un actor, producător și scenarist mexican. Charlie Chaplin a declarat că el a fost cel mai bun actor de comedie în viață, Moreno fiind cunoscut drept „Charlie Chaplin din Mexic”. Pentru publicul din Statele Unite ale Americii, el este cunoscut pentru rolul lui Passepartout din Ocolul Pământului în 80 de zile, pentru care Moreno a câștigat Premiul Globul de Aur pentru cel mai bun actor (muzical/comedie).
A fost un pionier al cinematografiei din Mexic, om de afaceri și s-a implicat în politică. 
Viața sa a făcut subiectul unui film biografic din 2014.

## Filmografie selectivă
- 1936 Inima ta nu greșește (No te engañes corazón), regia Miguel Contreras Torres
- 1937 Aici este patria mea (¡Así es mi tierra!), regia Arcady Boytler
- 1942 Cei trei mușchetari (Los tres mosqueteros), regia Miguel M. Delgado
- 1952 Pompierul atomic (El bombero atómico), regia Miguel M. Delgado
- 1956 Ocolul Pământului în 80 de zile (Around the World in Eighty Days), regia Michael Anderson
- 1961 Pepe, regia George Sidney
- 1964 Tăicuțul (El padrecito), regia Miguel M. Delgado
- 1965 Domnul doctor (El señor doctor), regia Miguel M. Delgado
- 1975 El ministro y yo, regia Miguel M. Delgado
- 1978 El patrullero 777, regia Miguel M. Delgado
- 1982 El barrendero, regia Miguel M. Delgado

## Legături externe
- Cantinflas la Internet Movie Database